# 新時代 (歌曲)
〈新時代〉（日语：「新時代」）是日本歌手Ado的第10首數位發行單曲，於2022年6月8日由Virgin Music發行。歌曲由中田康貴作詞兼作曲，《ONE PIECE》原作者尾田榮一郎擔任監製。

## 概要
動畫電影《ONE PIECE FILM RED》於2022年8月6日（星期六）在日本公映，開畫首個周末共兩天已經動員157萬人次，票房收獲22.5億日圓，暫為該年開畫電影動員及票房數字的第一名，同時是《劇場版 ONE PIECE》眾多電影成績排名中獨佔鰲頭。〈新時代〉為該動畫電影的主題曲，由中田康貴作詞兼作曲。此曲亦是《ONE PIECE》電視動畫第1028至1030集首播版本（在2022年8月7日、8月14日及8月21日播放）的開場曲，當中有採用上述電影中之部分片段。
上述電影中有七首歌曲，分別由七組音樂人（或組合）提供，這些歌曲在製作時都沒有要求演唱者以指定風格演唱，而是由演唱者自行決定演唱方式。此曲是七首歌曲中的第一首，也是最先錄製者，以負責劇中女主角美音歌唱部分的Ado之名義發行，音樂MV於2022年6月15日在其YouTube頻道上發布，由動畫師兼插畫師「hmng」負責此MV的動畫，MIKIKO負責片中編舞。另一方面，由此曲衍生的教學舞蹈自上載至網路以後獲得不少YouTuber模仿，其中由YouTuber上載的翻跳舞蹈版獲得接近三百萬之觀看次數（截至9月1日）。
此曲於TBS電視台同年12月30日舉行之第64屆《日本唱片大獎》中，獲選成為十大「優秀作品獎」之一，並在典禮中播放特別版本的MV，Ado當晚亦同時獲得「特別獎」。另外，翌日由NHK舉行之第73屆《NHK紅白歌合戰》中，此曲同樣登上電視螢幕，成為紅組參賽歌曲，由美音以投影方式代表Ado獻唱。

## 歌曲和歌詞
〈新時代〉內含強烈的節奏及輕快活潑的旋律，歌曲內具1980年代風格的合成器音樂營造出一種速度感，同時帶有中田康貴製作的流行電音色彩。中田康貴收到電影總製作人尾田榮一郎的指示，要將歌曲創造成為「象徵新歌姬誕生的有力歌曲」，亦要將當中的聲與響跟《ONE PIECE》的世界觀相匹配。此曲以Ado原始聲音呈現，不經電子調音，Ado表示能夠順利轉變歌唱風格，故而能享受整個錄音過程。
歌名「新時代」代表電影女主角美音的理想世界，歌詞部分像是她介紹自己一樣，主要講述她的個人抱負和目標，也表達了她的信念，冀望自己的歌曲能創造全新的時代，「將全世界的人從現實世界中解放出來」。歌詞出現的「新時代」跟「想相信」（信じたい）的日語讀音相近，表達出美音相信自己創造新時代的能力及其正當性。Ado表示歌曲跟電影劇情環環相扣，認同只聽歌曲的感覺跟觀影後再聆聽的「完全不一樣」。

## 排行榜成績
〈新時代〉於iTunes綜合歌曲排行榜、LINE MUSIC實時排行榜等排行榜上均獲得第一名。截止2022年6月14日，此曲已在各數位串流平台上掃榜27冠。此曲在上述電影上映後關注度上升，在國內Apple Music、Spotify等各大音樂排行榜上均獲得第一名，包含此曲在內的電影七首歌曲，全部包辦Apple Music排行榜首七位。
此曲又在Billboard Japan於2022年8月17日公布的綜合榜Japan Hot 100上名列前茅，串流媒體上的每週觀看次數超過1,700萬，創下2022年發行歌曲之觀看數量的最高紀錄。在Oricon公信榜，此曲在2022年8月22日公布的每週排名榜（單曲合算、數位單曲、單曲串流）中排名第一。
2022年8月31日，此曲的串流媒體總播放量突破一億，是Ado繼〈煩死了〉、〈閃閃發光〉及〈小阿修羅〉之後的第五首創出此紀錄的作品 。另外，此曲自6月上榜以來，播放量只花12週就能破億，已經打破其成名曲〈煩死了〉成為Ado所有作品最快破億之紀錄。

## 外部連結
- Ado - UNIVERSAL MUSIC JAPAN